# Calumet City
Calumet City é uma cidade localizada no estado americano de Illinois, no Condado de Cook. A cidade foi fundada no século XIX.

## Demografia
Segundo o censo americano de 2000, a sua população era de 39.071 habitantes.
Em 2006, foi estimada uma população de 37.399, um decréscimo de 1672 (-4.3%).

## Geografia
De acordo com o United States Census Bureau tem uma área de 19,1 km², dos quais 18,8 km² cobertos por terra e 0,3 km² cobertos por água. Calumet City localiza-se a aproximadamente 190 m acima do nível do mar.

## Localidades na vizinhança
O diagrama seguinte representa as localidades num raio de 8 km ao redor de Calumet City.